# Ladrón de cadáveres
Ladrón de cadáveres es una película de terror y lucha libre dirigida por Fernando Méndez y protagonizada por Columba Domínguez, Crox Alvarado, Wolf Ruvinskis , Carlos Riquelme y Yerye Beirute.

## Argumento
Un atleta es asesinado y trepanado; el comandante Carlos investiga, el asesino mata luego a un luchador; entonces el inspector propone al ranchero Guillermo que se haga pasar por el luchador Vampiro para atrapar al asesino que es Ogden, un científico que quiere prolongar la vida humana cambiando los cerebros de sus víctimas por otros de animales.
Mata al ranchero y lleva su cuerpo a su laboratorio, donde lo revive con el cerebro de un gorila; luego lo hace luchar; él vence a todos sus rivales, pero al quitarse la máscara su rostro se ha transformado en el de un gorila y mata a Ogden, para después buscar a su novia Lucía, la secretaria de la arena, quien se salva mientras el ranchero muere.

## Reparto
- Columba Domínguez - Lucía
- Crox Alvarado - Capitán Carlos Robles
- Wolf Ruvinskis - Guillermo Santana/El Vampiro
- Carlos Riquelme - Don Panchito/El Profesor Ogden
- Arturo Martínez - Felipe Dorantes
- Eduardo Alcaraz - Jefe de Policía
- Guillermo Hernández - Lobo Negro
- Black Shadow - El Tigre
- Yerye Beirute - Cosme Ramírez

## Producción
Filmada a partir de septiembre de 1956 en los Estudios Churubusco en formato de 35 mm.

## Recepción
Estrenada el 26 de septiembre de 1957 en el Cine Mariscala. De acuerdo al crítico de cine Emilio García Riera, la cinta sufre por la "no muy convincente actuación y caracterización del sabio loco de rutina Don Panchito", interpretado por Carlos Riquelme. Sin embargo, el mismo crítico alaba la pericia e ingenio del director Méndez y el fotógrafo Herrera en las escenas de lucha. En conjunto, la cinta es descrita como "desigual, pero no aburrida".